# Socialistes de Catalunya
Socialistes de Catalunya (Socialistas de Cataluña en castellano) fue una coalición electoral española de ámbito catalán formada para concurrir a las elecciones generales de 1977 al Congreso de los Diputados, formada per el Partit Socialista de Catalunya-Congrés y la Federación Catalana del PSOE, incluyendo también a independientes. En el Senado no se repitió la coalición, formando parte ambos partidos de Entesa dels Catalans, junto con otros partidos de izquierdas catalanes como Esquerra Republicana de Catalunya (ERC), Estat Català y el Partido Socialista Unificado de Cataluña (PSUC).
La coalición se alzó con el triunfo en toda Cataluña, obteniendo 870 362 votos (28,56 %). Este triunfo se sustentó en la victoria conseguida en la circunscripción de Barcelona (11 de los 32 escaños en juego), ya que en el resto de provincias quedó en segundo (Gerona, Tarragona) o tercer lugar (Lérida).
Los once diputados elegidos en Barcelona fueron:
- Joan Reventós (PSC-C)
- Josep Maria Triginer (PSOE)
- Josep Andreu (PSC-C)
- Raimon Obiols (PSC-C)
- Luis Fuertes (PSOE)
- Eduardo Martín Toval (PSC-C)
- Julio Busquets (independiente)
- Francisco Ramos Molins (PSOE)
- Marta Mata (PSC-C)
- Rodolfo Guerra Fontana (independiente, procedente del PSC(R))
- Carlos Cigarrán (PSOE)

En Lérida obtuvieron un diputado:
- Felip Lorda (PSC-C)

Otro en Tarragona:
- José Vidal Riembau (PSC-C)

Y dos en Gerona:
- Ernest Lluch (PSC-C)
- Rosina Lajo (independiente)

Los quince diputados elegidos constituyeron, al constituirse el Congreso, el Grupo Socialistes de Catalunya.
La coalición no volvió a repetirse ya que sus componentes, junto con el Partit Socialista de Catalunya-Reagrupament, constituyeron el Partit dels Socialistes de Catalunya en 1978.
- Datos: Q2917155